# أورين فاولر
أورين فاولر (29 يوليو 1791-3 سبتمبر 1852) كان ممثلاً للولايات المتحدة وناشطًا في مجال مكافحة التدخين من ماساتشوستس.

## السيرة الشخصية
ولد فاولر في لبنان، كونيتيكت، وتابع الدراسات الكلاسيكية والتحق بكلية ويليامز، في ويليامستاون، ماساتشوستس.تخرج من كلية ييل في عام 1814. درس اللاهوت وقام بأعمال تبشيرية واسعة في وادي المسيسيبي.استقر أخيرًا كوزير في بلينفيلد,كونيتيكت [الإنجليزية]، في عام 1820. وفي عام 1829 انتقل إلى فول ريفر، ماساتشوستس، حيث عين قسًا للكنيسة الجماعية في عام 1831. كتب تاريخ فول ريفر في عام 1841. وشغل منصب في مجلس شيوخ الولاية في عام 1848.
انتخب فاولر عضوًا في المؤتمرين الحادي والثلاثين [الإنجليزية]و والثاني والثلاثين [الإنجليزية] وخدم من 4 مارس 1849، وحتى وفاته في واشنطن، العاصمة في 3 سبتمبر 1852. ودفن في المقبرة الشمالية في فول ريفر، ماساتشوستس.

## مكافحة التدخين
كان فاولر من أبرز المعارضين لتدخين التبغ.وفي عام1842، قام بتأليف بحث حول شرور استخدام التبغ.

## منشورات مختارة
- بحث حول شرور استخدام التبغ.(1842)
- تاريخ نهر فال: مع إشعارات فريتاون وتيفرتون.(1862)

## وصلات خارجية
- مؤلفات أورين فاولر في مشروع غوتنبرغ.
- أعمال أو نبذة عن أورين فاولر على أرشيف الإنترنت.